# Guánico
Guánico è un comune (corregimiento) della Repubblica di Panama situato nel distretto di Tonosí, provincia di Los Santos. Si estende su una superficie di 209,2 km² e conta una popolazione di 996 abitanti (censimento 2010).